# هليلج أبيض
هليلج أبيض (الاسم العلمي:Terminalia albida) هي نوع من النباتات يتبع جنس الهليلج من الفصيلة القمبريطية.